# Sévis
Sévis ist eine Commune déléguée in der französischen Gemeinde Val-de-Scie mit 394 Einwohnern (Stand: 1. Januar 2022) im Département Seine-Maritime in der Region Normandie.
Die Gemeinde Sévis wurde am 1. Januar 2019 mit Cressy und Auffay zur Commune nouvelle Val-de-Scie zusammengeschlossen. Sie hat seither den Status einer Commune déléguée. Die Gemeinde Sévis  gehörte zum Arrondissement Dieppe und war Teil des Kantons Luneray (bis 2015: Kanton Bellencombre).

## Geographie
Sévis liegt etwa 30 Kilometer nordnordöstlich von Rouen in der Landschaft Pays de Bray und etwa 26 Kilometer südöstlich von Dieppe. Umgeben wurde die Gemeinde Sévis von den Nachbargemeinden Cressy im Norden und Nordwesten, Saint-Hellier im Norden und Nordosten, Bellencombre im Osten, La Crique im Süden und Südosten, Montreuil-en-Caux im Süden sowie Auffay im Westen.

## Bevölkerungsentwicklung
| Jahr                      | 1962 | 1968 | 1975 | 1982 | 1990 | 1999 | 2006 | 2013 |
| Einwohner                 | 300  | 274  | 234  | 260  | 297  | 283  | 315  | 381  |
| Quelle: Cassini und INSEE |      |      |      |      |      |      |      |      |

## Sehenswürdigkeiten
- Kirche Saint-Pierre aus dem 11. Jahrhundert
- Schloss aus dem 16. Jahrhundert